# Джироламо Кардано
Джирола́мо Карда́но (24 вересня 1501, Павія — 21 вересня 1576, Рим) — італійський фізик, математик, філософ, винахідник карданного механізму, автор формули для розв'язку кубічних рівнянь (1545).

## Біографія

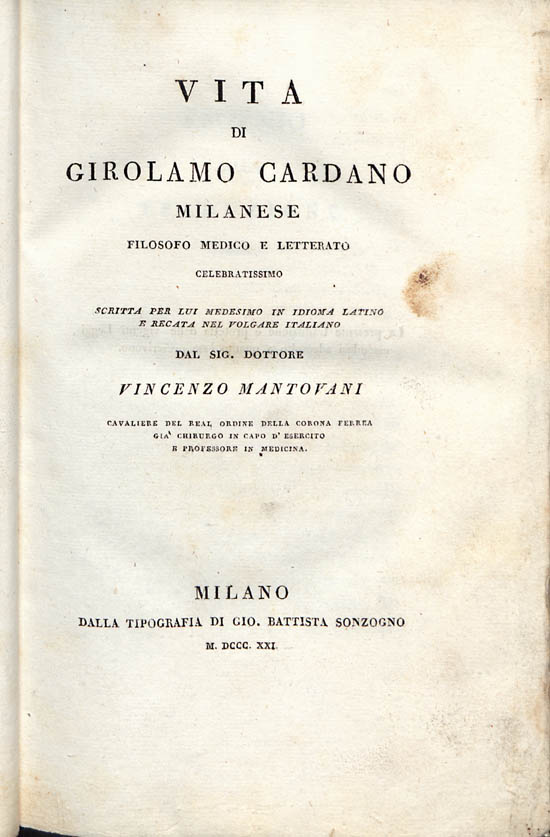
De propria vita, 1821

Народився в Павії 24 вересня 1501 року. Син Фаціо Кардано, відомого адвоката, згадуваного Леонардо да Вінчі. 1526 року Джероламо закінчив Падуанський університет. Повернувся до Мілана, читав лекції з математики. Практикував у провінції, 1539 року прийнятий до Колегії лікарів.
У вільний час Кардано складав гороскопи живих і мертвих (його послугами як астролога користувався сам Папа Римський), тлумачив сни. Книга Кардано «Про тонкі матерії» (De subtilitate rerum) служила популярним підручником зі статики та гідростатики протягом всього XVII століття. Відомі міркування Кардано про створення вічного двигуна, про відмінність між електричним і магнітним тяжінням. Учений здійснював експериментальні дослідження і конструював різні механізми (зокрема, вал, який тепер називається карданним). Кардано був пристрасним любителем азартних ігор. «Побічним продуктом» його любові до гри в кістки стала книга «Про азартні ігри» (De Ludo alea, 1563), що містить основи теорії ймовірності, формулювання закону великих чисел, деякі питання комбінаторики. Праця Кардано «Велике мистецтво» (Ars magna, 1545) стала наріжним каменем сучасної алгебри. У ній зроблено першу спробу внести систему до вивчення рівнянь, здійснено деякі операції з уявними числами. У цій же роботі було вперше опубліковано способи розв'язку рівнянь третього і четвертого ступенів (розв'язок рівняння четвертого ступеня було знайдено учнем Кардано — Лодовіко Феррарі). Це було чи найпершою публікацією математичного методу, невідомого раніше ні грекам, ні арабам. Публікація Ars magna викликала знамениту тяжбу Кардано щодо пріоритету в розв'язку цієї задачі з Нікколо Тарталья, лектором з Венеції. Спосіб розв'зку кубічних рівнянь було знайдено Сципіоном дель Ферро з Болоньї ще 1515 року. 1535 року Тарталья незалежно від нього винайшов свій метод і повідомив про нього Кардано, узявши з останнього клятву зберегти відкриття в таємниці. Проте Кардано опублікував у своїй книзі все, що було йому відомо про кубічні рівняння, заявивши, що знав про зміст роботи Ферро і це звільняє його від усіх зобов'язань стосовно Тартальї. 1546 року Тарталья звинуватив Кардано у віроломстві. Тяжба скінчилася після публічного диспуту 1548 року, на якому інтереси Кардано захищав Феррарі.
1562 року Кардано призначено професором до Болоньї, де 1570 року його заарештувала інквізиція за публікацію гороскопу Ісуса Христа. Останок життя Кардано мешкав у Римі, намагаючись здобути прощення.
На схилі життя він писав у автобіографії:
|  | Мета, до якої я прагнув, полягала в увічненні мого імені, оскільки я міг цього досягти, а зовсім не в багатстві або неробстві, не в почестях, не на високих посадах, не у владі. |

Помер Кардано в Римі 21 вересня 1576 року.
За легендою, Кардано передбачив день своєї смерті і, щоб довести правоту, в той день скінчив життя самогубством. Він залишив записку:
|  | Хоч і неправда, але чудово придумано! |

Незважаючи на численність творів Кардано, у науці найбільш відома формула його імені, яку відкрив не він.

## Праці
Повне зібрання творів Кардано (Opera omnia) містить 10 томів, надрукованих дрібним шрифтом. Ось список деяких його творів:
- De malo recentiorum medicorum usu libellus (1536) (медицина)
- Practica arithmetice et mensurandi singularis (1539) (математика)
- De Consolatione (1542)
- «Велике мистецтво» (Ars magna, 1545) [Архівовано 26 червня 2008 у Wayback Machine.]
- De immortalitate (алхімія)
- Opus novum de proportionibus (механіка)
- Contradicentium medicorum (медицина)
- Exaereton mathematicorum [Архівовано 14 березня 2012 у Wayback Machine.]
- «Про тонкість» (De subtilitate, 1547, щось на кшалт енциклопедії домашнього господарства)
- De libris propriis (1557, коментарі)
- «Про різноманіття речей» (De varietate rerum, 1559)
- Opus novum de proportionibus numerorum, motuum, ponderum, sonorum, aliarumque rerum mensurandarum. Item de aliza regula (1570)
- De vita propria (1576, автобіографія)
- Liber de ludo aleae («Про азартні ігри», посмертно, теорія ймовірності в додаток до азартних ігор)
- De Musica (близько 1546, опубліковано 1663 року)